# 외침 (1978년 영화)
외침(The Shout)은 영국에서 제작된 예르지 스콜리모브스키 감독의 1978년 영화이다. 앨런 베이츠 등이 주연으로 출연하였고 제레미 토머스 등이 제작에 참여하였다.

## 출연

### 주연
- 앨런 베이츠
- 수잔나 요크

### 조연
- 존 허트
- 로버트 스티븐스
- 팀 커리
- 줄리안 허프
- 캐롤 드링크워터
- 존 리즈
- 짐 브로드벤트
- 수잔 울드릿지
- 닉 스트링거
- 콜린 히긴스
- 피터 벤슨

## 제작진
- 미술: 시몬 홀랜드
- 배역: 팻시 폴락
- 배역: 메리 셀웨이